# Ferdinand Keller (pittore)
Ferdinand Keller (Karlsruhe, 5 agosto 1842 – Baden-Baden, 8 luglio 1922) è stato un pittore tedesco.

## Biografia
Cresce a Karlsruhe; nel 1857 accompagna il padre e il fratello in Brasile. Nel 1862 torna in Germania e diventa studia il dipinto del paesaggio sotto Johann Wilhelm Schirmer e ritratto con Hans Canon. Studiò a Roma dal 1863 al 1867.